# Pustolovščine Digimona
Pustolovščine Digimona je bila japonska anime serija, ki se je na TV Fuji predvajala od leta 1999 do 2000. Serijo je producirala Toei Animation. V Sloveniji je bila serija predvajana med leti 2002 in 2003 na TV SLO 1
V Združenih državah Amerike je bila serija predvajana od 14. avgusta 1999 na kanalu Fox Kids  in kasneje ABC Family ter med ponovitvami na kanalu Toon Disney od leta 2004 do 2009 in junija 2013 na kanalu Nicktoons.
Digimon je ena izmed japonskih risank, podobna je serijam Dragon Ball in Pokémon.

## Parcela
1. avgusta 1999 se Digivices, ki so se pred njimi pojavili na poletnem kampu, v digitalni svet odpelje sedem otrok, kjer se spoprijateljita z več Digimona (Digital Monsters). Otroške digivices [a] svojemu partnerju Digimonu omogočijo, da Digivolve [b] preide v močnejše oblike in se bori proti sovražnikom. Ko otroci raziskujejo, da bi našli pot domov, se naučijo, da so "DigiDestined", otroci, ki so se odločili shraniti digitalni svet.
Potem ko je premagal Devimon, DigiDestined stopi v stik z Gennai-jem, ki jim pove, da odpotujejo na strežnik celine, da pridobijo artefakte, imenovane Crests, kar omogoča, da njihovi Digimon-ovi partnerji Digivolve prenesejo svojo trenutno raven. Po porazu z Etemonom DigiDestined muči Myotismon, ki jim skuša preprečiti uporabo moči Crestov. Myotismon išče osmo DigiDestined v človeškem svetu, Digidestined in njihov Digimon pa se vrneta v človeški svet, da bi najprej našla 8. otroka. [10] Za tega 8. otroka se kmalu ugotovi, da je Tai mlajša sestra Kari. Ko Myotismon razkrije svojo pravo obliko, Agumon in Gabumon s pomočjo Warp Digivolution [c] dosežeta Mega oblike, da bi ga premagali.
Ko se meje med človeškim in digitalnim svetom začnejo sekati, se DigiDestined vrne v digitalni svet, da bi se soočil s Temnimi mojstri, ki so vsak prevzeli nadzor nad delom digitalnega sveta. Sredi svojih bitk izvejo, da so bili izbrani, da bi rešili človeški in digitalni svet pred srečanjem Digimona v človeškem svetu pred štirimi leti. Vendar napetost vodi v prepir znotraj skupine in povzroči, da se začasno ločijo. Po premisleku se DigiDestined ponovno združi, da premaga Piedmona, zadnjega Temnega mojstra, in se sooči z Apokalomonom, ki poskuša uničiti oba sveta. Apokalimon uniči njihove Kres, vendar DigiDestined spoznajo, da je bila moč njihovih Krestov v njih ves čas in jih uporabljajo za poraz. Po obnovitvi Digitalnega sveta Tai in njegovi prijatelji za seboj pustijo partnerje Digimon in se vrnejo v normalno življenje.